# Tubou
Tubou est l'un des huit villages de l'île Lakeba aux Fidji. Il est le chef-lieu de la province de Lau. 

## Histoire
La ville est électrifiée dans les années 1970.